# Gremmelsbach (Triberg im Schwarzwald)
Gremmelsbach ist ein Stadtteil von Triberg im Schwarzwald im Schwarzwald-Baar-Kreis in Baden-Württemberg.

## Wappen
Blasonierung: Wellenförmig geteilt von Silber und Blau, oben ein großes schwarzes lateinisches „G“, unten ein nach links schwimmender silberner Fisch.

## Geographie
Gremmelsbach ist eine weilerartige Siedlung im Gremmelsbachtal und liegt inmitten des Naturschutzgebietes Schlossberg-Hauberg, etwa 6 km von der Stadtmitte Triberg entfernt. Das Dorf liegt auf einer Höhe von 500 bis über 900 m.
Neben dem gleichnamigen Dorf weitere Bestandteile der Gemarkung Gremmelsbach sind die Zinken Althornberg, Am Bach (Gutachtalstraße), Gefäll (Mittel, Ober und Unter), Gumm (Ober und Unter), Leutschenbach, Obertal, Rötenbach (Ober und Unter), Steinbis, Turntal und Untertal (Loch), die Höfe Grundbauer, Hof(bauer) und Kreuzbauernhof und die Wohnplätze Alpirsbach, Am Rifliz, Antonisberg, Brunnenmättle, Brunnholz, Dürreberg, Ecke, Gummambs, Hinterm Ofen, Hohlenstein, Holops, Kirchbühl, Kreuzloch, Losbach, Obertenwald, Rus, Schafberg, Seelenwald, Staude, Storenberg und Uhrenbühl.
Der Wohnplatz Alpirsbach gehörte früher zu Schonach im Schwarzwald.

## Geschichte
Die Hochtalsiedlung Gremmelsbach wurde vermutlich von den Herren von Hornberg angelegt. Um 1280 wurde der Ort als Gremmelsbach erwähnt, nach 1525 als Gremelspach. Wahrscheinlich war es eines der beiden Meiertümer, die im 14. Jahrhundert zur Burg Althornberg gehörten. Gremmelsbach kam bei Teilung der Herrschaft Hornberg um 1280 zu Triberg; mit diesem als Reichslehen 1325 zunächst an die Grafen von Hohenberg, 1355 an Habsburg und war bis ins 17. Jahrhundert an verschiedene Herren verpfändet. Es war bis 1805 vorderösterreichisch, vorübergehend württembergisch und gehörte seit 1806 zum Großherzogtum Baden. Bis 1924 gehörte es zum Bezirksamt Triberg und danach zum Bezirksamt Villingen.
Am 1. Oktober 1974 kam Gremmelsbach zur Stadt Triberg im Schwarzwald.